# تشاكي ويليامز
تشاكي ويليامز (بالإنجليزية: Chuckie Williams)‏ مواليد 31 ديسمبر 1953 في كولومبوس، هو لاعب كرة سلة أمريكي معتزل. بدأ مسيرته الاحترافية في سنة 1976. تم اختياره من قبل فريق كليفلاند كافالييرز خلال الدرافت. حمل الرقم 15. يبلغ طوله 6 قدم 3 بوصة (1.9 م). اعتزل اللعب في 1978.

## روابط خارجية
- تشاكي ويليامز على موقع إن بي أي (الإنجليزية)
- تشاكي ويليامز على موقع سبورتس رفرنس (الإنجليزية)
- تشاكي ويليامز على موقع كلية كرة السلة في سبورتس رفرنس.كوم (الإنجليزية)
- تشاكي ويليامز على موقع ريلجم (الإنجليزية)
- تشاكي ويليامز على موقع بروبوليرز (الإنجليزية)
- تشاكي ويليامز على موقع قاعة كنساس للمشاهير الرياضية (مؤرشف) (الإنجليزية)